# Tommy Bowe
Thomas John Bowe, detto Tommy (Monaghan, 22 febbraio 1984), è un ex rugbista a 15 irlandese, che giocava nel ruolo di tre quarti ala. Nella sua carriera come giocatore ha disputato 69 incontri con l'Irlanda e 5 con i British and Irish Lions con i quali è andato in tour due volte, nel 2009 e nel 2013.

## Biografia
Nato nella zona irlandese dell'Ulster, nella contea di Monaghan, Bowe compì gli studi ad Armagh, in Irlanda del Nord, presso la Royal School.
Successivamente si trasferì a Belfast per frequentare l'Università dell'Ulster, e praticò rugby presso la squadra della Queen's University; a livello di club milita nei Belfast Harlequins.
Nel 2003 entrò nella franchise provinciale dell'Ulster in Celtic League, e dopo appena un anno debuttò nella Nazionale irlandese a Dublino contro gli Stati Uniti, marcando anche una meta all'esordio; a fine stagione fu premiato come personalità dell'anno dell'Ulster.
Fino al 2008 fu all'Ulster con cui si aggiudicò la Celtic League 2005-06, poi passò ai gallesi dell'Ospreys; con l'Irlanda si aggiudicò il Sei Nazioni 2009 con il Grande Slam e in quello stesso anno fu convocato per il tour dei British and Irish Lions in Sudafrica, nel corso del quale disputò tutti i tre test match contro gli Springbok; nella stagione successiva fu campione celtico con gli Ospreys e nel 2011 prese parte alla Coppa del Mondo in Nuova Zelanda in cui raggiunse i quarti di finale.
A marzo 2012 si accordò con l'Ulster per tornare in tale squadra dalla stagione successiva, e non fu in grado di terminare il campionato con gli Ospreys a causa di un intervento chirurgico tramite cui, nell'aprile successivo, gli fu rimosso un ematoma al rene sinistro; fu costretto quindi a saltare la semifinale e la successiva finale di torneo, al termine della quale la compagine gallese si assicurò il titolo.
Nel 2013 il C.T. dei British Lions Warren Gatland convocò Bowe per il suo secondo tour consecutivo; la spedizione, che si svolse in Australia, vide i Lions vincere la serie per 2-1 contro gli Wallabies e Bowe scese in campo in due dei tre test match della serie.
A luglio 2014 l'Università dell'Ulster conferì a Bowe il dottorato in scienze honoris causa per i suoi contributi allo sport.
Il 15 gennaio 2018 ha annunciato il suo ritiro dall'attività al termine della stagione in corso.

## Palmarès
- Pro12: 3
Ulster: 2005-06
Ospreys: 2009-10, 2011-12
- Celtic Cup: 1
Ulster: 2004-05